# Zamek Krakovec

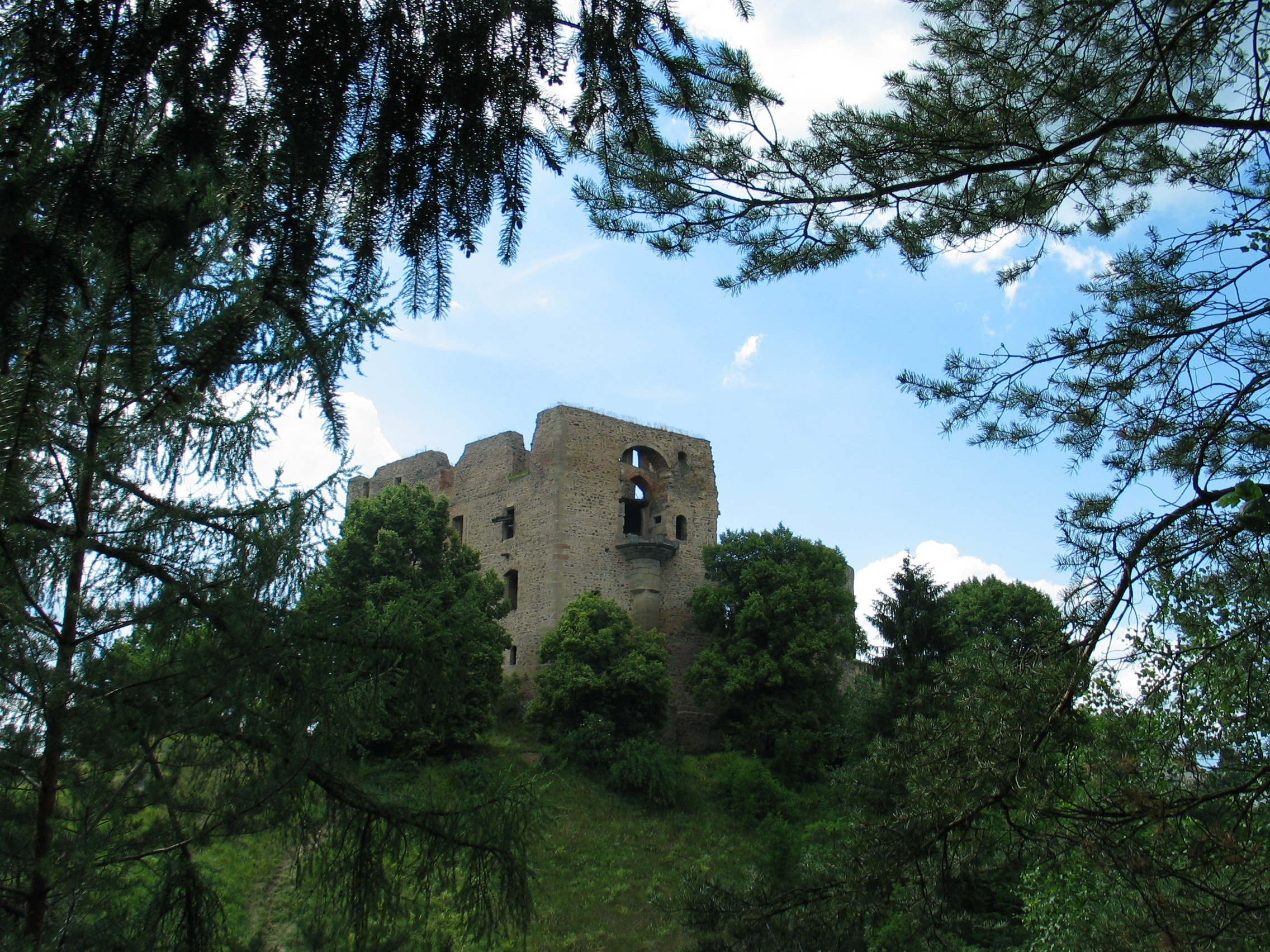
Widok na ruiny od strony południowo-wschodniej

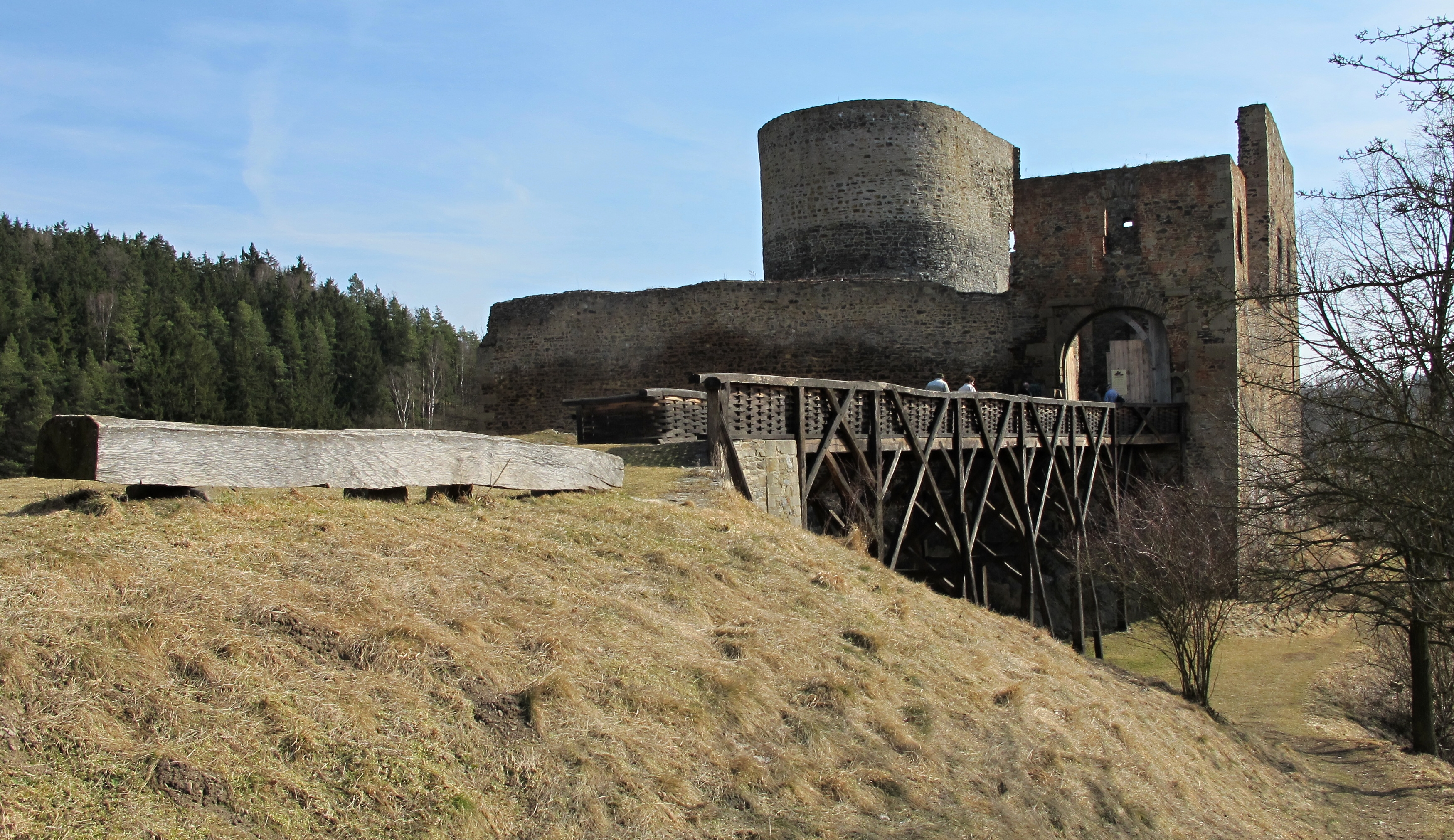
Widok od północy

Zamek Krakovec (cz. Červený zámek, Červený hrádek – czerwony gród, czerwony zamek) – zamek w Czechach, przykład rozwoju architektury zamkowej w XIV wieku. Obecnie są to ruiny gotyckiego zamku, przebudowanego w stylu renesansowym. Znajdują się one na szerokim cyplu skalistym powyżej ujścia potoków Šípského i Krakowskiego (oba wpadają do rzeki Javornice ok. 2,5 km dalej na południe) w miejscowości o tej samej nazwie i niedaleko czeskiego Krakova (powiat Rakovník). Krakovec znajduje się około 15 km od miasta Rakovník, na granicy parku krajobrazowego (chráněná krajinná oblast CHKO) Křivoklátsko, który należy do rezerwatu biosfery UNESCO. Budynek jest jednym z nielicznych ocalałych w Czechach przykładów budowli pośredniej pomiędzy grodem a zamkiem, a także jednym z niewielu zamków zbudowanych w czasach panowania króla Wacława IV Luksemburskiego.

## Historia
Budowę grodu Krakovec rozpoczęto prawdopodobnie w roku 1381, zaś ukończono w 1383 r., kiedy została konsekrowana kaplica. Stało się to za sprawą szlachcica Jíra z Roztok, křivoklátskiego burgrabiego i ulubieńca króla Wacława IV, który postanowił wybudować tę królewską rezydencję na niskim wzniesieniu skalnym w miejscowości Krakovec, a która to budowla pod wieloma względami wyprzedzała swoje czasy. Zmniejszono w niej liczbę elementów obronnych do minimum. Funkcje obronne spełniała jedna ogromna wieża, gdyż nacisk położono na maksymalną wygodę. Wszystko to sprawia, że Krakovec uważany jest za jeden z najważniejszych przykładów czeskiej architektury zamkowej XIV wieku, mimo iż sam Jíra nazwał go po prostu „Chalúpka”. W roku 1410 zamek zakupił Jindřich Lefl z Lažan (Heinrich von Lazan), w tym też okresie zamek zapisał się w historii Czech jako miejsce ucieczki Jana Husa, który przebywał tu w latach 1413-1414, przed wyjazdem do Konstancji. W rękach Lefla (w literaturze również pisownia Loffel lub Lessel) Krakovec przebywał do 1437, kiedy to przeszedł na własność husyckiego dowódcy Jana Bleha z Těšnic, a od 1447 został własnością rodu Kolowratów (czes. Kolovratové) na całe 100 lat, zaś od 1548 roku właścicielem zamku została rodzina Lobkowiczów (czes. Lobkovicové). Obecnie zamek jest własnością państwową i prowadzona jest w nim m.in. działalność kulturalna. W 2017 r. odbyła się tam cześć spotkań literackich i wystaw towarzyszących X Europejskiemu Festiwalowi Poezji "STRANOU - Evropští básníci naživo".

## Legendy
Według czeskich podań w bliskiej okolicy stał zamek legendarnego Kroka, miejscowość łączy się też z domeną rodu Wrszowców. Tak jeszcze w I połowie XIX wieku pisał o nim Jan Prawosław Kaubek:
„Zamek Kraków (czyli Krakowiec), wybudowany przez owego czesko-polskiego Kroka w obwodzie Rakownickim należący, dziś do baronów Hilprandtów de Ottenhausen (po niemiecku Rothschloss teraz nazwany) był dawnem Werszowców dziedzictwem i tutaj knował ów potężny i przebiegły, a potem nieszczęśliwy Kochan Werszowiec (Bolesława Chrobrego powiernik i ulubieniec) ze swoją rodziną spisek przeciw Brzetysławowi I Achillesowi r. 1038, za który z wielu swoimi wspólnikami straszną został ukarany śmiercią”.
Aleksander Brückner uważał zaś, że Kosmas urobił nazwy legendarnych postaci od nazw miejscowych, w tym Kroka od miejscowości Krakovec.